# Jo Reichertz

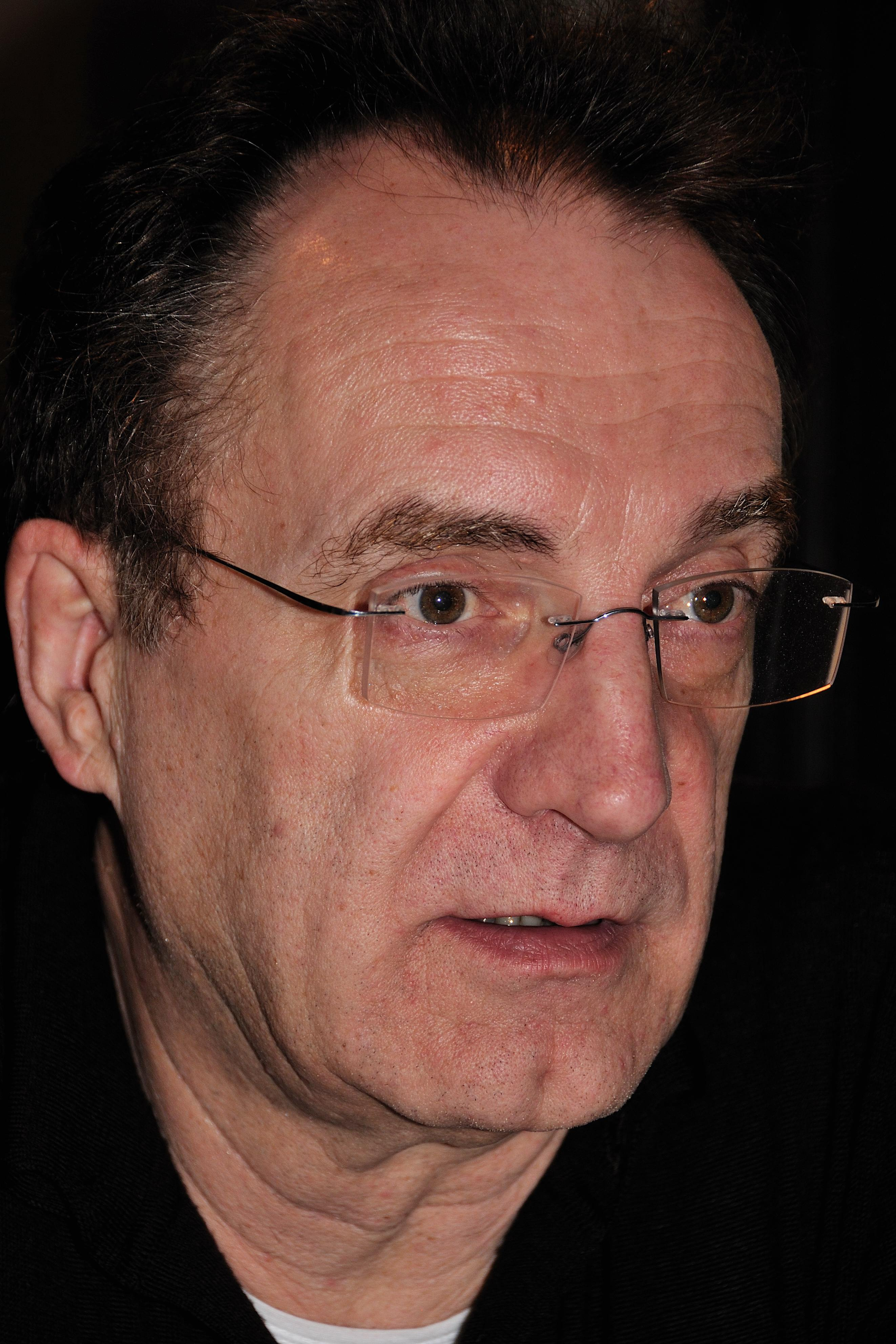
Jo Reichertz

Jo Reichertz (* 2. Dezember 1949 in Trier) ist ein deutscher Soziologe und Kommunikationswissenschaftler.

## Bildungsbiographie
Jo Reichertz legte 1970 die Allgemeine Hochschulreife in Trier ab. Er studierte von 1970 bis 1973 die Fächer Germanistik und Mathematik in Bonn. Von 1973 bis 1976 unterrichtete er an der Carl-Zeiss-Oberschule in Berlin Deutsch und Mathematik. Ab 1976 studierte Reichertz an der Universität Essen die Fächer Kommunikationswissenschaft, Soziologie und Allgemeine und Vergleichende Literaturwissenschaft. Das Studium schloss er mit dem Magister artium ab.
Reichertz war bis 1981 in der Kommunikationswissenschaft wissenschaftlicher Mitarbeiter an der Universität Essen, dann wechselte er als wissenschaftlicher Mitarbeiter an die FernUniversität Hagen in das Fach Soziologie. Dort promovierte er 1986 über die Entwicklungsgeschichte der Objektiven Hermeneutik. Gutachter waren Hans-Georg Soeffner und Fritz Schütze. 1991 folgte die Habilitation in Allgemeiner Soziologie über Die Logik der Aufdeckung von Schwerverbrechen. Gutachter waren Hans-Georg Soeffner und Heinz Abels.

## Lehr- und Berufstätigkeit
Jo Reichertz war von 1993 bis 2015 Professor für Kommunikationswissenschaft an der Universität Duisburg-Essen in Essen – zuständig für die Bereiche Strategische Kommunikation, Qualitative Methoden, Kommunikation in Institutionen und Neue Medien. Seit 2015 ist er Mitglied des Vorstands und Senior Fellow am Kulturwissenschaftlichen Institut Essen und leitet dort den Forschungsbereich 'Kommunikationskulturen'. Seit 2022 ist er Mitglied des Vorstands des Psychological Institute for Subjectivity and Practice Research an der Universität Flensburg.
Er wurde bisher mehrfach auf Gastprofessuren an der Universität Wien berufen, außerdem auf mehrere Gastprofessuren am Institute for Advanced Studies Wien und von 2001 bis 2019 regelmäßig auf Gastprofessuren der Universität St. Gallen; seit 2022 hat er eine Gastprofessur an der Europa-Universität Flensburg inne; zudem hatte er Lehraufträge an den Universitäten Hagen (Soziologie), Bochum (Kriminologie), Witten/Herdecke (Pflegeforschung), Universität Fulda (Pflegeforschung), Universität Duisburg-Essen, (Soziologie) und Wien (Soziologie).
2020 Visiting Scholar at the University of Victoria, Canada
2022 Visiting Scholar at the University of Auckland, New Zealand
Seine Arbeitsschwerpunkte sind: Kommunikationsmacht, Strategische Kommunikation, Kommunikation und Demenz, Eskalation und Gewalt, Medienwirkungen, Mediennutzung, qualitative Text- und Bildhermeneutik, Kultursoziologie, Religionssoziologie, Empirische Polizeiforschung.
Jo Reichertz gilt als einer der Hauptvertreter der hermeneutischen Wissenssoziologie und des kommunikativen Konstruktivismus.

## Werke (Auswahl)
- Reichertz, Jo (1986): Probleme qualitativer Sozialforschung. New York. Frankfurt/Main: Campus.
- Reichertz, Jo (1991): Aufklärungsarbeit. Kriminalpolizisten und Feldforscher bei der Arbeit. Stuttgart: Enke.
- Reichertz, Jo (2000): Die Frohe Botschaft des Fernsehens. Kultursoziologische Untersuchung medialer Diesseitsreligion. Konstanz: Universitäts Verlag Konstanz.
- Reichertz, Jo (2013 [2003]). Die Bedeutung der Abduktion in der Sozialforschung. Über die Entdeckung des Neuen. Wiesbaden: VS Verlag. 2te Aufl.
- Reichertz, Jo (2009). Kommunikationsmacht. Was ist Kommunikation und was vermag sie? Und weshalb vermag sie das? Wiesbaden VS Verlag.
- Reichertz, Jo (2010 [2007, 2009]). Die Macht der Worte und der Medien. Wiesbaden: VS Verlag. 3te Aufl.
- Keller, Reiner & Hubert Knoblauch & Jo Reichertz (Hrsg.) (2012). Kommunikativer Konstruktivismus. Wiesbaden: Springer.
- Reichertz, Jo (2013): Gemeinsam Interpretieren. Über den Alltag der Gruppeninterpretation. Wiesbaden: Springer.
- Reichertz, Jo (2016): Qualitative und Interpretative Sozialforschung. Eine Einladung. Wiesbaden: Springer.
- Reichertz, Jo & René Tuma (Hrsg.)(2017): Der Kommunikative Konstruktivismus bei der Arbeit. Weinheim: Juventa.
- Reichertz, Jo & Verena Keysers (Hrsg.) (2018): Emotion. Eskalation. Gewalt. Wie kommt es zu Gewalttätigkeiten vor, während und nach Fußballspielen? Weinheim: Juventa.
- Reichertz, Jo (Hrsg.) (2020): Grenzen der Kommunikation. Kommunikation an den Grenzen. Weilerswist: Velbrück.
- Reichertz, Jo & Carina Jasmin Englert (2021 [2010]). Einführung in die qualitative Videoanalyse. 2te aktualisierte und ergänzte Ausgabe. VS: Wiesbaden.
- Hoebel, Thomas & Jo Reichertz & René Tuma (Hrsg.) (2022): Visibilities of Violence. Microscopic Studies of Violent Events and Beyond. Special Issue: Historical Social Research 47 (1).
- Reichertz, Jo (2024 [2009]): Kommunikationsmacht. Wirkungen und Potentiale kommunikativen Handelns. 2te aktualisierte und ergänzte Ausgabe von 2009. Wiesbaden: Springer VS.
- Degen, Johanna & Jo Reichertz & Andrea Kleeberg-Niepage (Hrsg.) (2025 [2024]): Liebe ohne Ende. Wiesbaden: Springer VS. 2te Auflage.